# Magnus Haglund (fotbollstränare)
Magnus Haglund, född 23 maj 1973 i Halmstad, är en svensk fotbollstränare och tidigare fotbollsmålvakt. Han är främst känd som huvudtränare för IF Elfsborg åren 2004–2011 och 2015–2017. Mellan maj 2019 och augusti 2024 var han huvudtränare för Halmstads BK innan han fick sparken

## Karriär
Som spelare var Magnus Haglund tredjemålvakt i Halmstads BK. Han var senare utbildningsansvarig i Halmstad innan han via Laholms FK i division 2 tog över som tränare i allsvenska IF Elfsborg inför säsongen 2004. Under några år undervisade han i idrott på Falkenbergs Gymnasieskola. 2006 ledde han IF Elfsborg till klubbens första SM-guld på 45 år tillsammans med Peter Wettergren.
Haglund anställdes på nytt av Elfsborg 2015 men blev den 27 september 2017 entledigad från sin roll som tränare. Den 7 maj 2019 blev Haglund klar som ny tränare i Halmstads BK. Säsongen 2020 ledde han klubben till en förstaplats i Superettan, vilket innebar uppflyttning till Allsvenskan för HBK.
Efter en rad dåliga resultat fick Haglund sparken av HBK den 27 augusti 2024